# Гуадалупе (округ, Техас)
О́круг Гуадалу́пе (англ. Guadalupe county) — округ штата Техас Соединённых Штатов Америки. На 2000 год в нём проживало 89 023 человек. По оценке бюро переписи населения США в 2008 году население округа составляло 117 172 человек. Окружным центром является город Сегин.

## История
Округ Гуадалупе был сформирован в 1846 году из участков округов Бэр и Гонзалес. Он был назван по названию реки Гуадалупе.